# Полонський монастир
Полонський монастир ХІІІ століття — православний монастир, що існував в місті Полонному часів Галицько-Волинської держави Данила Галицького.

## Літописні відомості

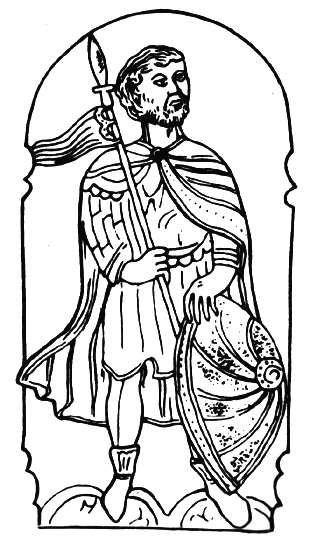
Ймовірне зображення литовського князя Войшелка, послушника Полонського монастиря.

Місто Полонне було приписано князем Володимиром Великим до Десятинної церкви в 996 році, отже, мало тісний зв'язок з церковним життям Київської Русі.
Згідно з «Літописом руським», син литовського князя Міндовга, Войшелк, що був язичником, прийняв християнство і заявив про намір прийняти монаший чин. «А потім пішов він у [город] Полоний, до [ігумена] Григорія в монастир, і постригся в ченці, і пробував у монастирі в Григорія три роки.» Войшелк прийняв постриг під іменем Лавриш (Лаврін). Через три роки Войшелк, узявши благословення у Григорія, пішов у Святу гору (Афон). Літопис датує ці події 1255–1257 роками.
 Про ігумена Григорія літописи пишуть, що «Був Григорій чоловік святий, якого не було ні перед ним, ні по ньому». Під 1267 роком Григорій ще згадується як ігумен полонський, про що свідчить такий фрагмент літопису: « Григорій же, [ігумен] полонийський і наставник його, був іще живий, і Войшелк, допитавшись про живоття його, рад був. Він послав до нього [посла], кажучи: „Господине, приїдь сюди“. І він приїхав до нього, і наставив його на путь чернечу». 

Опосередкованим підтвердженням нерядової ролі Полонного в тогочасній релігійній ієрархії слугує такий запис в матеріалах Археографічної комісії по дослідженню Лаврентіївського літопису: «Въ Рукописи на полѣ листа написано западнорусскимъ почеркомъ XVI вѣка: о Полономъ. Митрополичь городъ».

## Локалізація на місцевості
Археологічні дослідження 1992–1993 років, проведені в Полонному археологічною експедицією Кам'янець-Подільського педагогічного інституту під керівництвом академіка Винокура І. С., підтвердили існування в урочищі Карпівщина пізньосередньовічного монастиря. Можливо, що саме тут був розташований і давньоруський монастир ХІІ — ХІІІ ст, адже, традиційно, пізньосередньовічні монастирі функціонували на місцях попередніх — давньоруських.

## Монастир у XVII–XIX столітті
Згідно досліджень Г. Павлуцького, опублікованих у праці під назвою «Деревянные церкви в м. Полонном Новоградволынского уезда» вказується на заснування чоловічого монастиря архімандритом Леонтієм Полянежським у 1612 році та побудові при ньому храму Успіння Пресвятої Богородиці. З 1621 року монастир стає жіночим. У праці протоієрея Іоанна Шиповича «Рожецкий или Микулинский монастырь» присутня згадка про одну із насельниць вищевказаної обителі ігуменю Наталію. Народилась вона у м. Полонному, там же вступила до жіночого монастиря. Ревнителем православ'я ігуменом Любарського монастиря Ісаєю Арцишевським у Полонському монастирі була пострижена в чернецтво. Тут вона прожила двадцять років, після чого перейшла до Немирівського монастиря, де пробула чотири роки. Після цього вступила до Ясногорського монастиря, де трудилась впродовж дванадцяти років. У 1769 році вступила до Рожецького монастиря, а 1773 року браїлівський декан призначив її ігуменею цієї ж обителі.
У 1868 році монастир було перенесено в село Городище, Заславського повіту.